# Yunque (anatomía)
En anatomía, el yunque o incus es un hueso que pertenece a la cadena de huesecillos del oído medio de los mamíferos, localizado en la caja del tímpano. Como su nombre indica, su forma recuerda al yunque de un herrero, con un cuerpo y dos ramas. Se conecta con el martillo mediante la articulación incudomaleolar y con el estribo mediante la articulación incudoestapedial.
El yunque existe solo en los mamíferos, y deriva de un hueso mandibular reptiliano denominado cuadrado. Ayuda a transmitir las vibraciones del medio exterior al interior.
Fue descrito por primera vez por Alejandro Achillini (1512).

## Estructura
El yunque es el segundo de los osículos; tres huesos en el oído medio que actúan para transmitir sonido. Tiene forma de yunque, y tiene una larga y corta rama que se extiende desde el cuerpo, el cual se articula con el martillo. La rama corta se une al ligamento posterior del yunque. La rama larga se articula con el estribo en el proceso lenticular.
El ligamento superior del yunque se une al cuerpo del yunque al techo de la cavidad timpánica.

## Función
Las vibraciones en el oído medio son recibidas vía la membrana timpánica. El martillo, que descansa en la membrana, transporta las vibraciones al yunque. Esto en retorno transporta las vibraciones al estribo.

## Historia
"Incus" significa "yunque" en Latín. Varias fuentes atribuyen el descubrimiento del yunque a la anatomista y filósofo Alessandro Achillini. La primera descripción escrita breve del yunque fue por Berengario da Carpi en sus "Commentaria super anatomia Mundini" (1521). Andreas Vesalius, en sus "De humani corporis fabrica", fue el primer en comparar el segundo elemento de los osículos a un yunque, entonces dándole el nombre de "incus". La parte final de la larga rama fue una vez descrita como un "cuarto osículo" por Pieter Paaw en 1615.